# NGC 7151
NGC 7151 é uma galáxia espiral barrada (SBc) localizada na direcção da constelação de Indus. Possui uma declinação de -50° 39' 29" e uma ascensão recta de 21 horas, 55 minutos e 04,0 segundos.
A galáxia NGC 7151 foi descoberta em 8 de Julho de 1834 por John Herschel.